# Daim d’Europe
Pour les articles homonymes, voir Daim (homonymie).
Dama dama
Ne doit pas être confondu avec le Cerf sika.
Pour l’article ayant un titre homophone, voir Dain.
 (janvier 2021).
Si vous disposez d'ouvrages ou d'articles de référence ou si vous connaissez des sites web de qualité traitant du thème abordé ici, merci de compléter l'article en donnant les références utiles à sa vérifiabilité et en les liant à la section « Notes et références ».
Espèce
Statut de conservation UICN

 LC  : Préoccupation mineure
Répartition géographique
- 1. indigène
- 2. probablement indigène
- 3. introductions humaines anciennes
- 4. introductions humaines récentes 
          (depuis 1900)

Statut CITES
Le daim d’Europe (Dama dama), également désigné sous l’appellation de daim européen, est une espèce de mammifères artiodactyles ruminants de la famille des Cervidés. Le mâle portant de grands bois plats et palmés.

## Morphologie

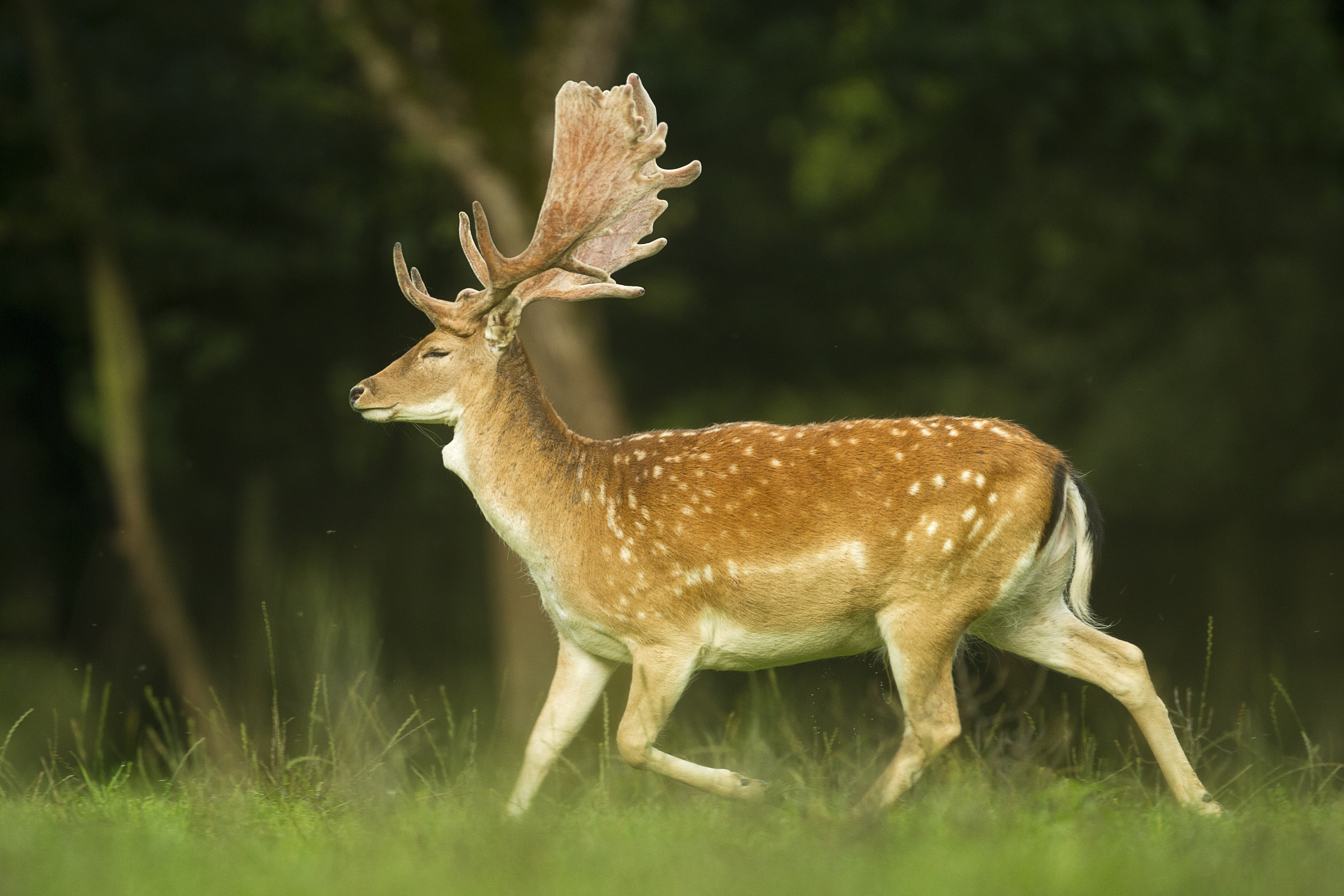
Un daim mâle courant dans la plaine de la réserve animale du Domaine des grottes de Han en Belgique.

Le daim est un animal de taille plutôt grande. Les mâles mesurent de 135 à 165 cm de longueur, 85 cm à 1 m de hauteur au garrot, 115 à 130 cm au sommet de la tête et leurs poids varient de 45 à 90 kg (60 kg en moyenne) selon les individus. Les femelles, appelées « daines », sont plus petites et plus légères. Elles mesurent de 115 à 145 cm de longueur, de 75 à 90 cm de hauteur au garrot, et de 1 m à 120 cm au sommet de la tête, pour un poids variant de 25 à 50 kg (35 kg en moyenne).
Sa robe est habituellement fauve-roussâtre, tachetée de blanc en été et brune en hiver. Certains daims ont cependant un pelage noir en cas de mélanisme, ou blanc en cas de leucistisme ou d'albinisme. Son écusson (tache sur les fessiers) est blanc limité par des lignes noires extérieures. La queue des daims est pratiquement toujours en mouvement.
Seul le mâle porte des bois plats (palmures), qui tombent chaque année en avril/mai ; leur poids peut atteindre de 4 à 7 kg et mesurer de 50 à 90 cm de longueur selon les individus avec une moyenne de 70 cm. Les jeunes sont appelés « faons ». Le jeune mâle portant des débuts de bois en pointes est appelé « daguet ».
À l'état sauvage, le mâle vit en petits groupes séparés. Mâles et femelles se rassemblent pour le brame ou raire qui se tient fin octobre-début novembre. Le son émis alors par le daim est un genre de râle guttural, comme le cerf, mais beaucoup moins impressionnant que celui du cerf.
L'ouïe et l'odorat du daim sont complétés par une vue diurne exceptionnelle, la vue nocturne étant bien moindre. On peut déterminer l'âge d'un daim par l'usure de ses molaires.
Agiles et rapides en cas de danger, les daims peuvent courir à 24 km/h en vitesse de croisière, et jusqu'à 50 km/h en pointe maximum sur de courtes distances (il est toutefois moins rapides que ses cousins les chevreuils (90 à 100 km/h) et les cerf axis (90 km/h), car il est moins musclé que ces derniers). Les daims peuvent aussi faire des bonds jusqu'à 2 mètres en hauteur et jusqu'à 7 mètres en longueur. En captivité, il faut prévoir une clôture d'au moins 2 mètres de hauteur, car les daims, comme la plupart des cervidés, sont de bons sauteurs et franchissent sans problème une clôture de 1,50 mètre de haut.

## Alimentation
Le daim est essentiellement herbivore ; il se nourrit d'herbes, de pousses, de feuilles, de glands, de châtaignes mais également de fruits, de baies et bourgeons. L'hiver, il mange du lierre, des ronces, du gui, des écorces, des genêts et des graminées sèches (foin).

## Reproduction

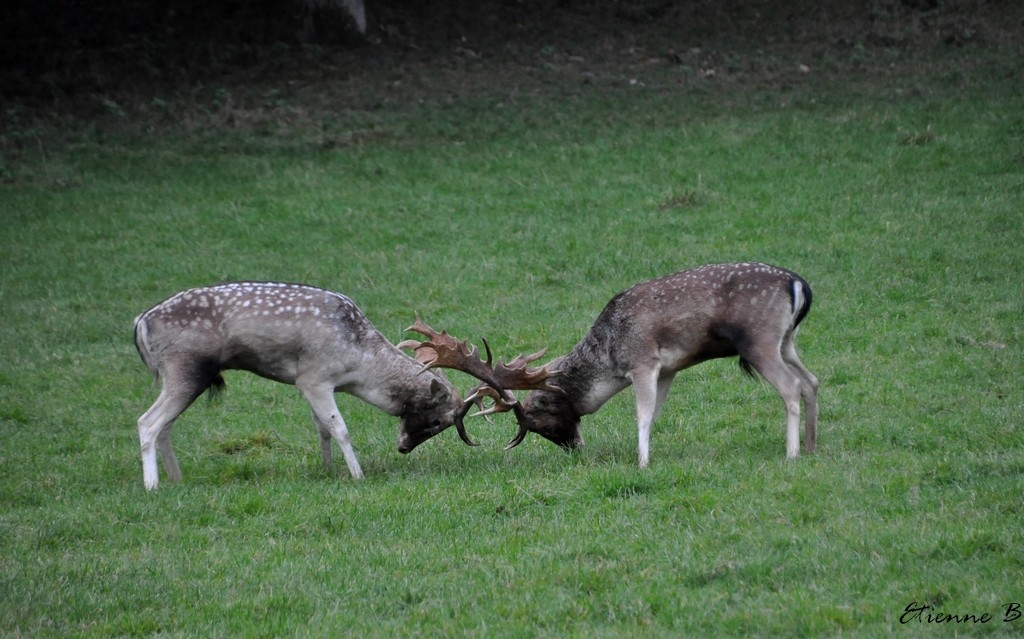
Combat entre deux daims mâles au Domaine des grottes de Han en Belgique pendant la période du rut.

Les mâles sont solitaires ou bien ils vivent en groupes de célibataires et ne rejoignent les femelles qu’au moment du rut qui a lieu en octobre-novembre. Ils se livrent alors à des combats pour posséder le plus de daines. Ensuite, le mâle dominant se choisit un territoire qu'il délimite avec son urine, et en frottant les arbres à l'aide de sa ramure, il pousse des cris rauques, le raire, pour appeler les femelles. La gestation de la daine est de 8 mois. Un faon naît, parfois deux, au mois de juin/juillet. Les bois des mâles atteignent leur plus grand développement en septembre et tombent en mai.

## Longévité
Le daim peut vivre jusqu'à 25 ans en captivité, mais dans les climats rudes du nord de l'Europe, sa durée de vie moyenne est de 16 ans.

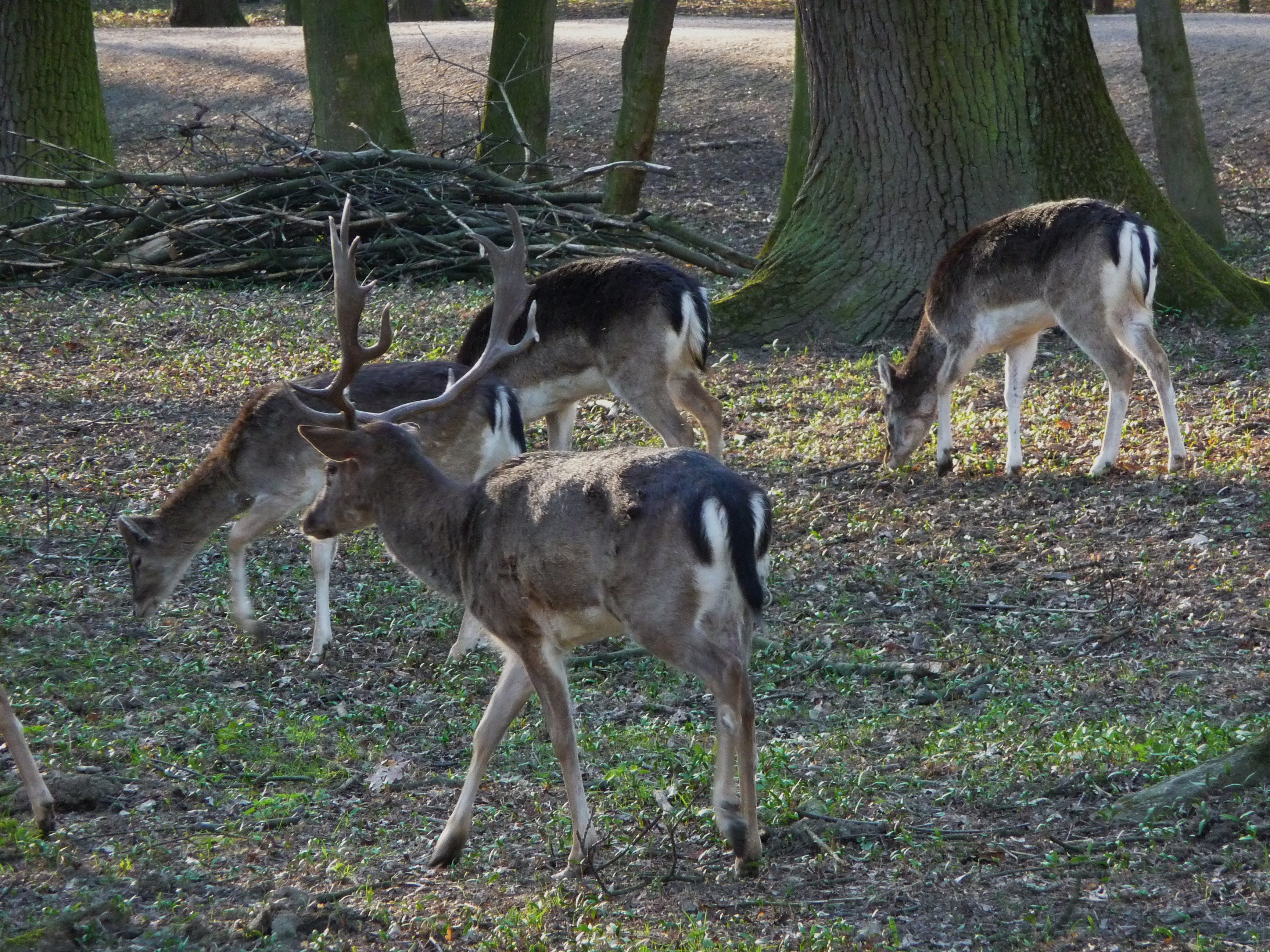
Les daims en hiver, sont reconnaissables à leurs pelages brun/gris, l'intérieur des pattes et le ventre reste toujours blanc.

## Répartition
Les daims d'Europe sont originaires du sud-est du bassin méditerranéen de la Turquie au sud-est de la France (Bouches-du-Rhône, Var et au sud des Alpes-Maritimes), mais ont été implantés dès l’Antiquité sur le pourtour méditerranéen de l'ouest (dont le Sud de la France : Hérault, Aude, Pyrénées-Orientales), ainsi qu'en Espagne et globalement introduit dans toute l'Europe. En France, les daims sont depuis longtemps considérés comme des animaux d’ornement et sont les hôtes des différents parcs, zoos et jardins.
En Europe, l'essentiel des populations sauvages ou marron actuelles se trouve en Europe centrale et résulte de lâchers effectués au Moyen Âge. Quelques échappés d'enclos et parcs ont plus récemment fondé des populations forestières, d'autant plus modestes qu'elles sont récentes. Par exemple, en France, selon le réseau français « Ongulés sauvages », en 2007, 25 populations de daims ont été répertoriées (en cent vingt-cinq populations différentes dans cinquante-trois départements répartis dans toute la France).
Ils sont le symbole de Rhodes : un grand nombre de daims vivent dans le sud de l'île grecque.
On peut en admirer un certain nombre en Espagne au sein du parc des Ayguamols en Catalogne près de Sant Pere et Ampuriabrava.

## Habitat
Les biotopes classiques des daims sont assez diversifiés, ils aiment les forêts mixtes ou claires de feuillus, les prairies arbustives ou rases, les montagnes basses et vallonnées où ils vivent en hardes de 6 à 50 individus dirigées par une vieille femelle.

## Espèce proche
Une espèce voisine, le daim de Perse (Dama mesopotamica), un peu plus grande, se rencontre dans les forêts du Moyen-Orient, au sud de l’Iran et en Irak.

## Le Daim et l'Homme
Au Moyen-Orient, les daims ont constitué une source importante de viande pour les populations paléolithiques du Kebarien (17000 - 10000 av. J.-C.) alors qu’au Natoufien (Épipaléolithique) ils avaient déjà considérablement régressé. La cervelle de daim fut, un temps, sous l'impulsion de Francesco Redi, médecin italien du XVIIe siècle, un mets de choix dans certaines cours italiennes.
Des produits comme les bottes, les gants, les chapeaux, les vestes et autres vêtements sont faits en cuir de daim. On désigne également sous le nom de daim une sorte de cuir, qui ne provient pas nécessairement de cet animal.

### Captivité en France
De nos jours, le daim est un animal d'agrément, selon la législation française. Un particulier a la possibilité de détenir chez lui un couple ou un petit groupe de daims (jusqu'à six individus adultes, mâles ou femelles), avec une simple autorisation délivrée par la préfecture du département concerné.

#### Maintenance
Cet animal a besoin pour son épanouissement, d'un terrain clôturé de 3 000 m2 au minimum, car il reste toujours semi-sauvage, même s'il s'apprivoise mieux et s’adapte plus facilement à l'homme et aux enclos que les autres espèces de cervidés.

## Menaces et conservation
Cette espèce de Cervidae est classée Préoccupation mineure (LC) sur la liste des espèces menacées 
de l'UICN du fait de sa zone de répartition relativement étendue en Europe. Selon l'UICN « À la suite de réintroduction par les Phéniciens, les Romains et les Normands, cette espèce est abondante en Europe, d'où la classification Préoccupation mineure. Cependant, dans son aire turque d'origine, l'espèce est gravement menacée ».

## Galerie

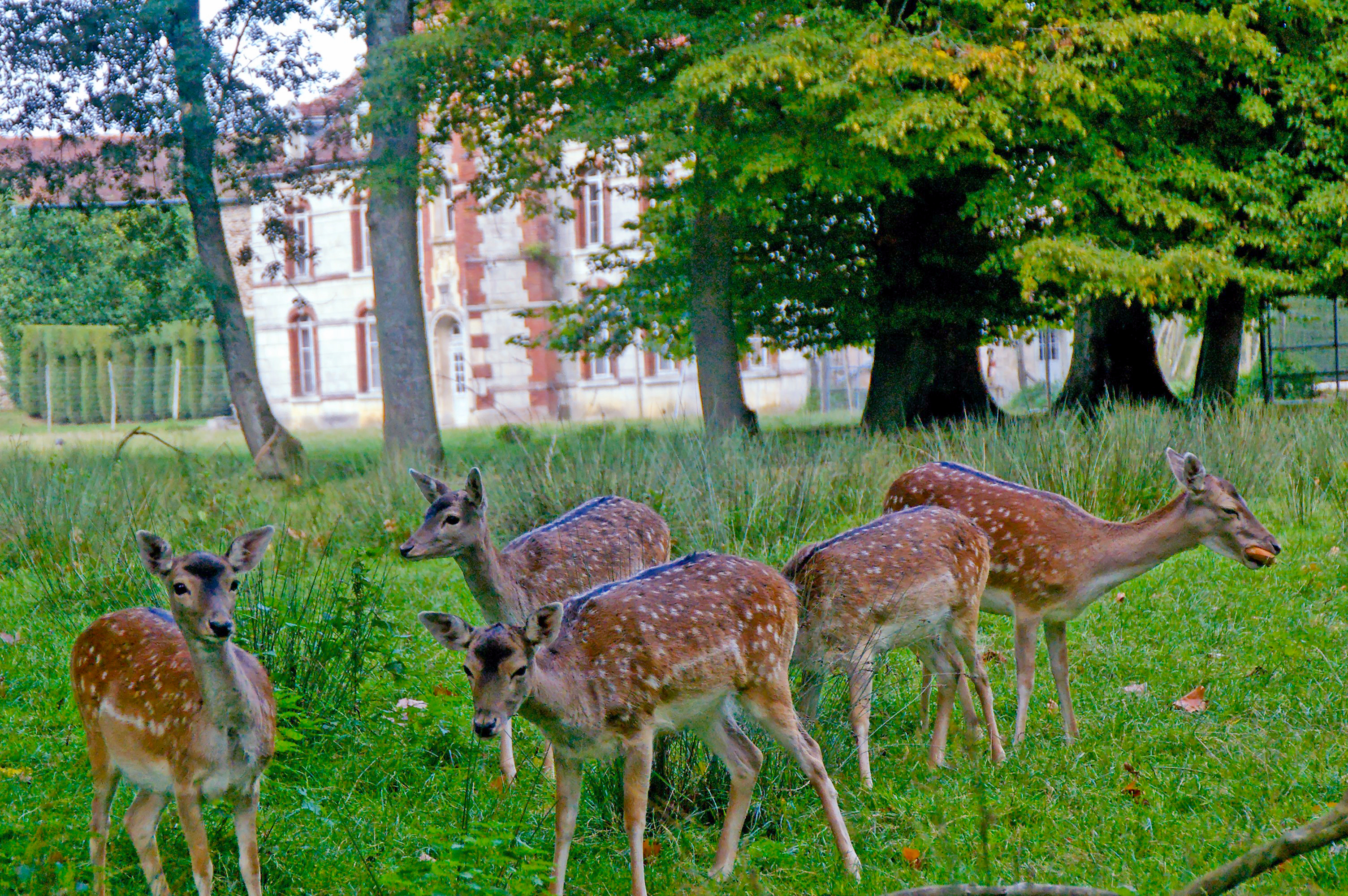
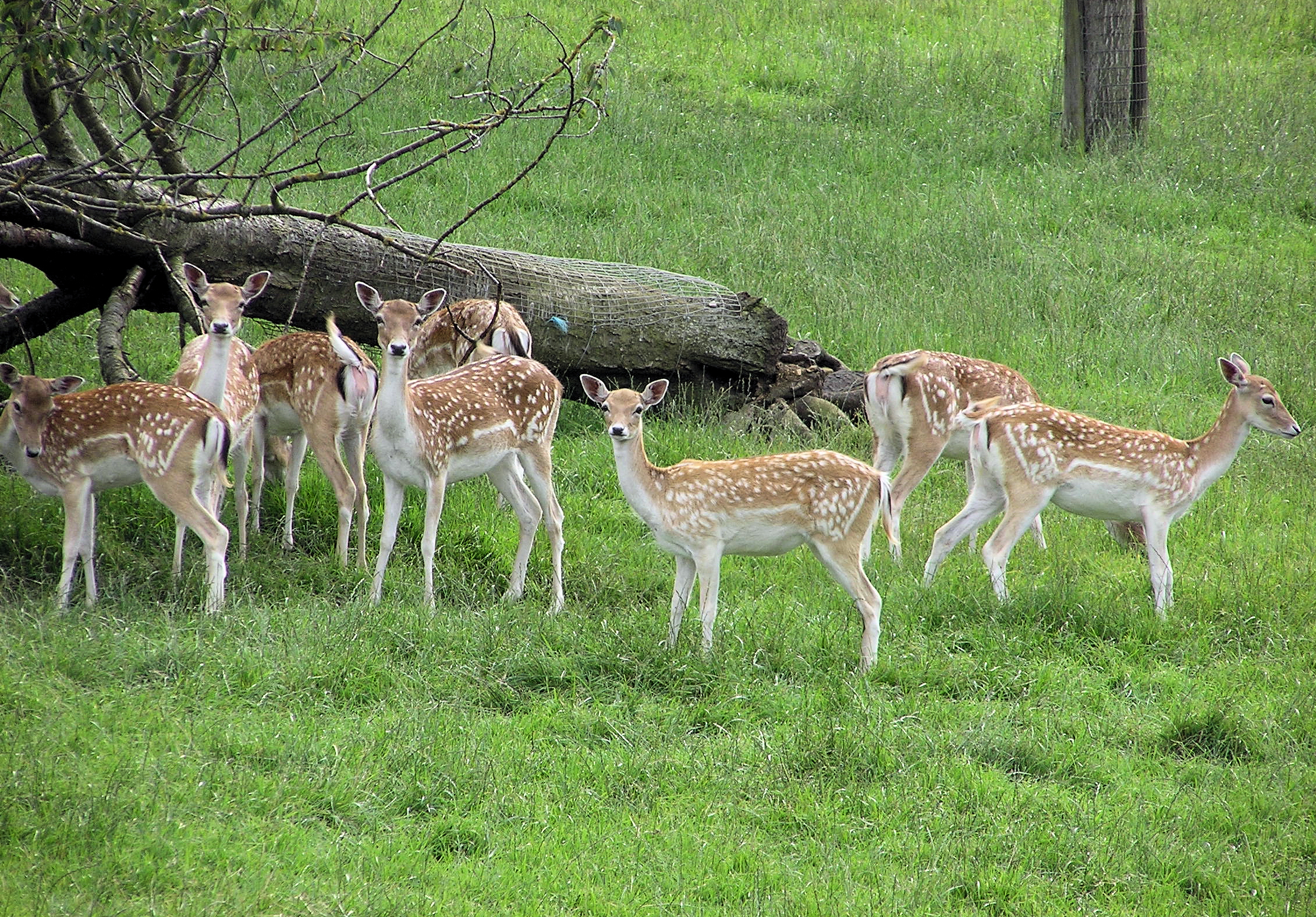
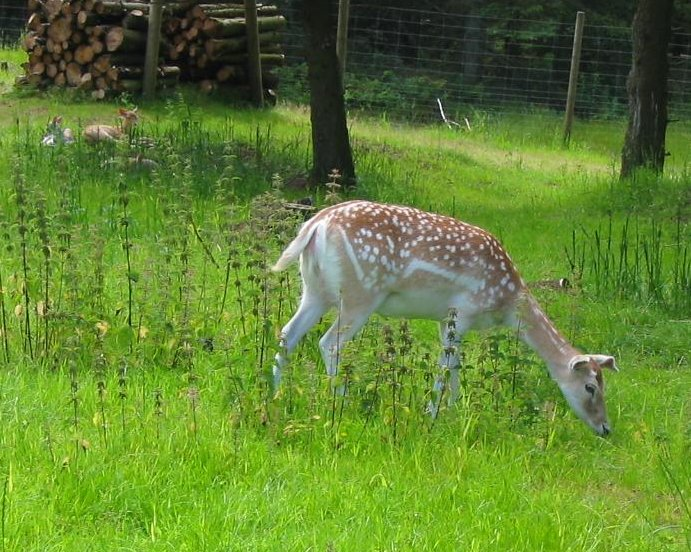
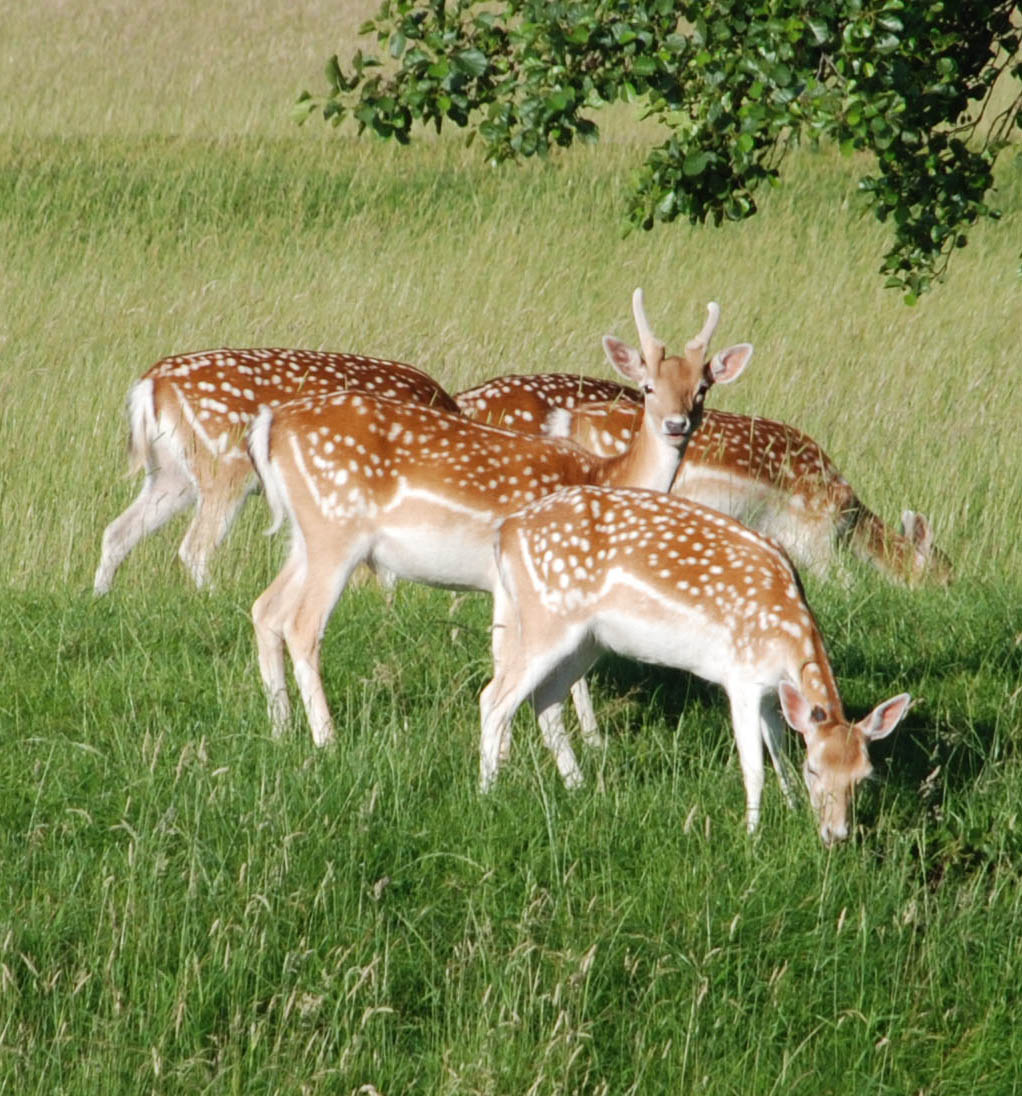
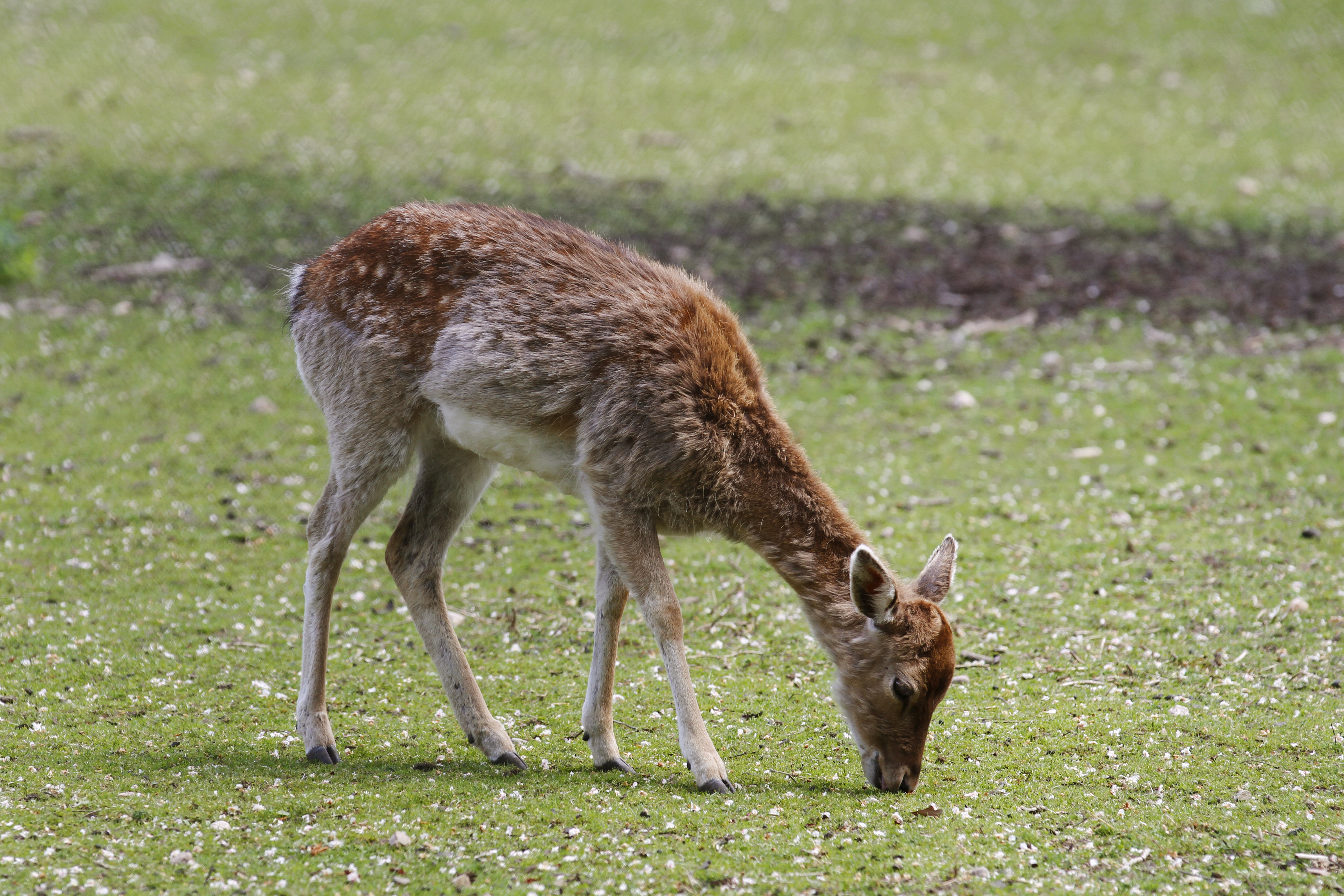
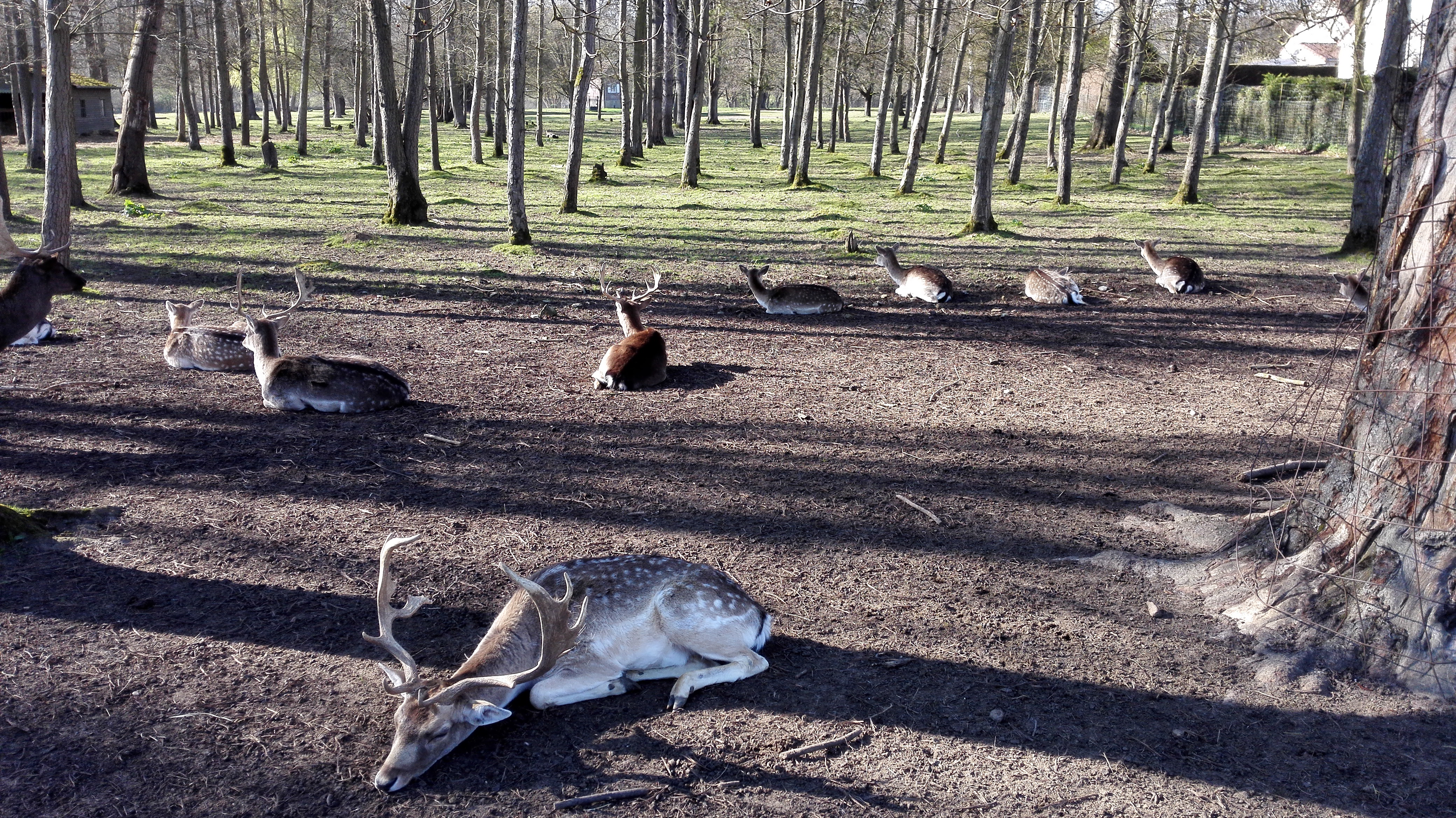
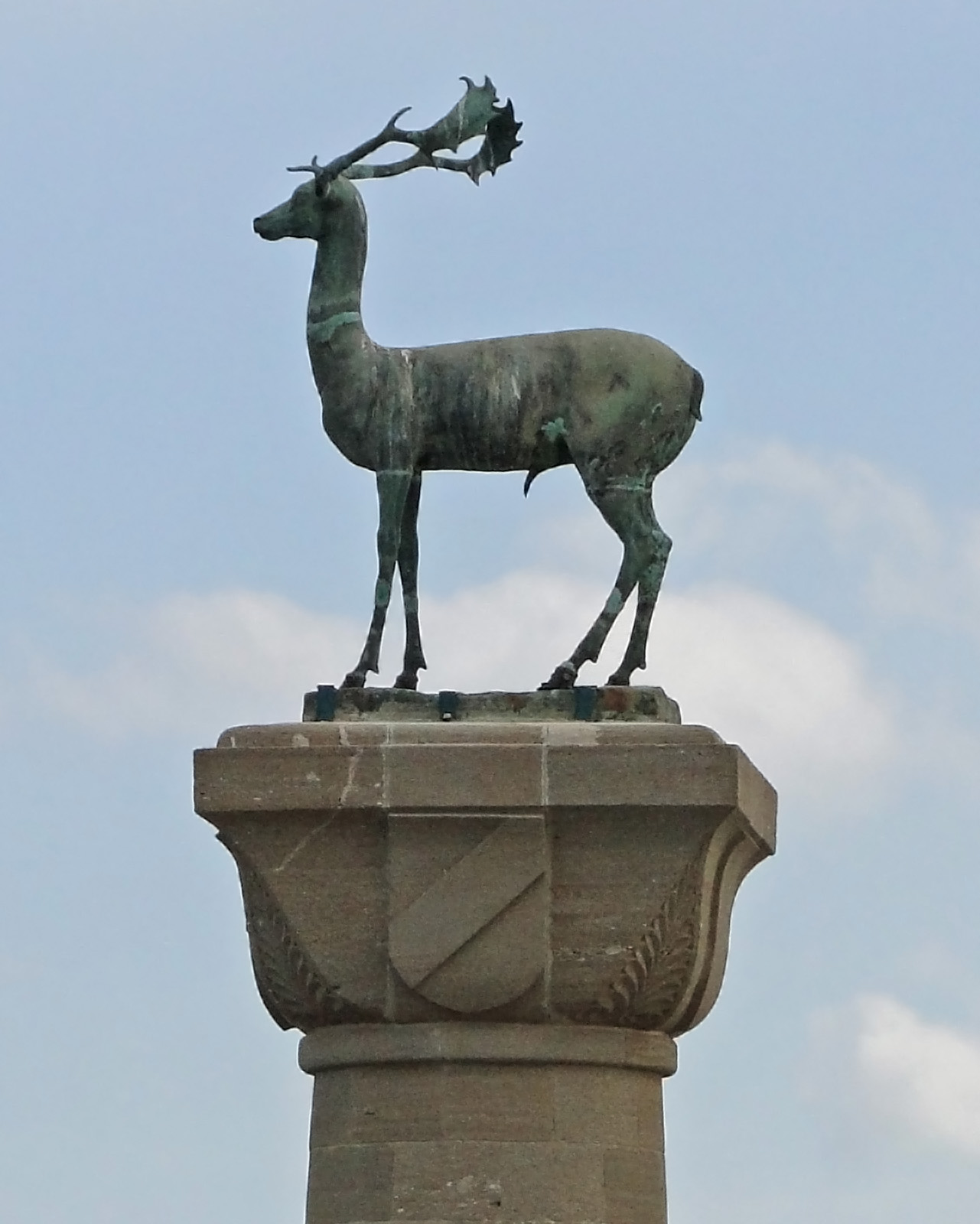
Le daim en bronze à Rhodes (Grèce)